# Jakob Lindner
Jakob Lindner (* 1544 in Mittweida; † 2. April 1606 in Naumburg (Saale)) war ein deutscher Pädagoge.

## Leben
Geboren als Sohn des Mittweidaer Bürgers und Bäckers Hans Lindner und seiner Frau Magaretha, Tochter des Chemnitzer Bürgers Nicolai Jahn, erwies er sich schon frühzeitig begabt. Nach seiner Schulbildung in Mittweida ging er 1559 an die Schule in Freiberg und wurde 1562 in die Landesschule Grimma aufgenommen. Hier erwarb er als Alumnus 1566 die Hochschulreife und bezog 1567 die Universität Wittenberg.
Nachdem Lindner in Wittenberg den akademischen Grad eines Magisters 1570 erworben hatte, wurde er im folgenden Jahr als dritter Lehrer an die Landesschule Pforta berufen. Hier erhielt er schon 1575 möglicherweise die Stelle eines Konrektors und am 23. April 1580 wurde er Rektor der Einrichtung. Ebenfalls im Jahr 1580 hatte Lindner Maria Magdalena, die Tochter des berühmten Reformators Nikolaus Selnecker, geheiratet.
Unter dem Kurfürsten Christian I. von Sachsen gewannen die Philippisten eine vorherrschende Position und vertrieben die Gnesiolutheraner aus ihren Ämtern. Auch Lindner, wie auch sein Schwiegervater, mussten als Lutheraner 1588 aus ihren Ämtern weichen. Daraufhin ging Lindner nach Naumburg, wo er ein eigenes Haus besaß und drei Jahre lang als Bürger lebte. Danach wurde er als Stadtrat tätig und schließlich zum Bürgermeister der Stadt gewählt.
Nach dem Tod des Kurfürsten und dem Amtsantritt von Christian II. von Sachsen hatte sich das Blatt zu Gunsten der Gnesiolutheraner gewendet. Sein Schwiegervater erhielt seine Leipziger Professur zurück und Lindner konnte nach dem plötzlichen Tod des Rektors Bartholomäus Walther 1592 als Rektor an die Landesschule Pforta zurückkehren. Aus Altersgründen bat er 1601 um seine Versetzung in den Ruhestand, die ihm mit einer Pension von 100 Gulden gewährt wurde. Seine letzten Lebensjahre verbrachte er in Naumburg, wo er an Altersschwäche verstarb und am 3. April mit einem großen Leichenzug beigesetzt wurde.